# SN 2001ei
SN 2001ei – supernowa typu Ia-pec odkryta 19 sierpnia 2001 roku w galaktyce A235102+2710. W momencie odkrycia miała maksymalną jasność 18,70m.